# Tratado de Saint-Germain-en-Laye (1679)
El Tratado de Saint-Germain-en-Laye o Paz de Saint-Germain-en-Laye lo firmaron Francia y el Electorado de Brandeburgo el 19 de juniojul./ 29 de junio de 1679greg.. Devolvió a Suecia —aliada de Francia— sus dominios de Bremen-Verden y Pomerania, que le había arrebatado Brandeburgo durante la guerra de Escania. Suecia ratificó el tratado el 28 de julio de 1679.
Algunos autores lo consideran el peor revés político del elector Federico Guillermo I. Francia lo obligó a ceder la parte sueca de lo que consideraba su legítima herencia pomerana, que había conquistado tras cuatro años de campañas.

## Antecedentes
Suecia había suscrito una alianza con Francia en abril de 1672. Por entonces, Gran Bretaña, el Electorado de Brandeburgo, los Países Bajos y Dinamarca le eran hostiles. Leopoldo I, emperador del Sacro Imperio Romano Germánico formó una liga contra Francia con los Países Bajos y España el 30 de agosto de 1673, y le declaró la guerra a principios de 1674. Posteriormente, Federico Guillermo I, elector de Brandeburgo se sumó a la alianza antifrancesa.
Carlos XI de Suecia invadió Brandeburgo en apoyo de Luis XIV de Francia en 1674, pero sufrió una grave derrota en la batalla de Fehrbellin de 1675. Luego Dinamarca invadió la provincia de Escania, que había tenido que ceder a Suecia en 1658 y la reconquistó por completo, salvo la ciudad de Malmö. Los ejércitos suecos se retiraron al territorio sueco propiamente dicho para abastecerse y reunir más hombres y luego retornaron a la región en disputa a finales del verano de 1676. Escania fue el campo de batalla de la feroz guerra entre suecos y daneses durante los tres años siguientes.
Durante la guerra de Escania, Brandeburgo ocupó los dominios suecos del norte de Alemania, la Pomerania Sueca (excepto Rügen), Bremen-Verden y Curlandia; por su parte, Dinamarca se apoderó de Rügen, pero sus tropas fueron vencidas en Escania en las batallas de Lund (1676) y Landskrona (1677).
Los Tratados de Nimega (1678-1679) pusieron fin a la guerra franco-neerlandesa y permitieron a Francia intervenir en favor de Suecia, invadiendo el Ducado brandeburgués de Cléveris, situado en Renania. Brandeburgo, que contaba con pocas tropas en la zona y que había perdido a sus aliados regionales a causa de las paces de Nimega, no tuvo más remedio que resignarse a firmar la paz con Francia a expensas de sus conquistas suecas. De igual manera, Dinamarca-Noruega hubo de rubricar el Tratado de Fontainebleau con Suecia en septiembre de 1679.

## Negociaciones

La Pomerania Sueca (en azul) y el Electorado de Brandenburgo con la Pomerania brandeburguesa (en naranja) entre los tratados de Stettin (1653) y Saint-Germain-en-Laye (1679)

Leopoldo I, emperador del Sacro Imperio Romano Germánico y aliado de Brandeburgo, había firmado una paz por separado con Luis XIV de Francia en febrero de 1679, que confirmaba lo dispuesto en el Tratado de Westfalia de 1648, incluida la cesión de Bremen-Verden y de parte de Pomerania a Suecia. Leopoldo tampoco deseaba que Federico Guillermo deviniese un «nuevo rey de los vándalos en los países bálticos», ni que la disputa por Pomerania hiciese peligrar sus negociaciones con Francia.
Federico Guillermo I ordenó a sus diplomáticos que ofrecieran a Francia apoyo incondicional, colaboración militar y cooperación contra el emperador, a cambio de que Luis XIV le permitiera conservar la Pomerania sueca. Además, ofreció directamente a Suecia «algunas toneladas de oro» por su parte de Pomerania y ayuda militar contra Dinamarca-Noruega.
Luis XIV, sin embargo, no tenía ningún interés en granjearse las simpatías brandeburguesas, ni necesitaba su colaboración militar. Sí tenía, por el contrario,  gran interés en que Suecia no perdiera territorio alguno como consecuencia de su alianza y ayuda a Francia. En consecuencia, la respuesta francesa a las propuestas de Federico Guillermo fue que Suecia conservaría Stettin y que Francia tenía intención de apoderarse de las plazas brandeburguesas hasta alcanzar Berlín. Los franceses ya habían ocupado el Ducado brandeburgués de Cléveris y asediaban Minden y se negaron a aceptar que Federico Guillermo conservase la Pomerania sueca a cambio de que les cediese sus provincias del Rin, como propuso el elector.

## Disposiciones del tratado

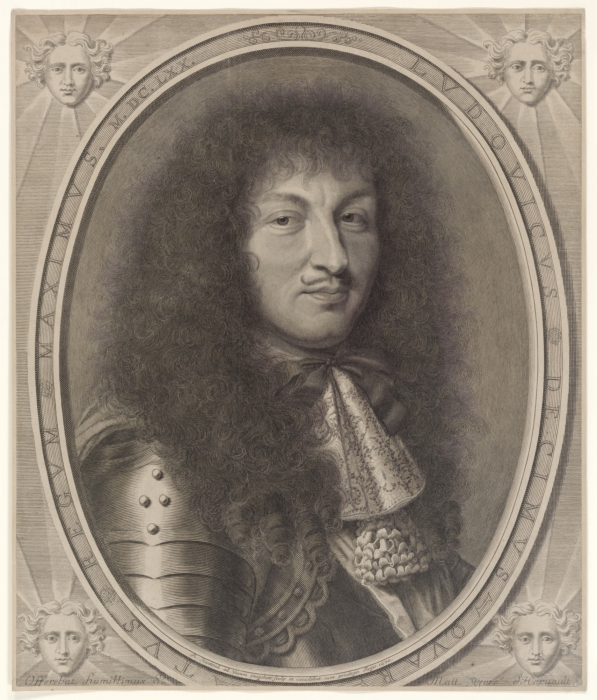
Luis XIV de Francia, cuyo apoyo permitió a Suecia recuperar los territorios perdidos durante la guerra.

El 29 de junio de 1679, Federico Guillermo I, elector de Brandeburgo firmó el tratado que devolvió Bremen-Verden y la mayor parte de la Pomerania Sueca a Suecia a cambio de una indemnización que desembolsaría Luis XIV de Francia y de recuperar Frisia oriental. El pago francés a Brandeburgo se fijó en trescientos mil táleros, que se pagarían en los dos años siguientes. Posteriormente, Francia consiguió que Brandeburgo aceptara esta suma también como liquidación de los novecientos mil táleros que le adeudaba.
El Electorado de Brandeburgo sí que obtuvo, empero, los territorios suecos al este del Óder (Gryfino y Kamień Pomorski), a excepción de Gollnow y Damm. Gollnow fue arrendado a Brandeburgo por cincuenta mil táleros, hasta que Suecia lo rescató en 1693. Las tropas brandeburguesas tuvieron tres meses de plazo para evacuar la Pomerania Sueca.
El tratado también contenía un párrafo que prohibía a los neerlandeses colocar guarniciones en el Ducado de Cléveris.

## Aplicación y consecuencias

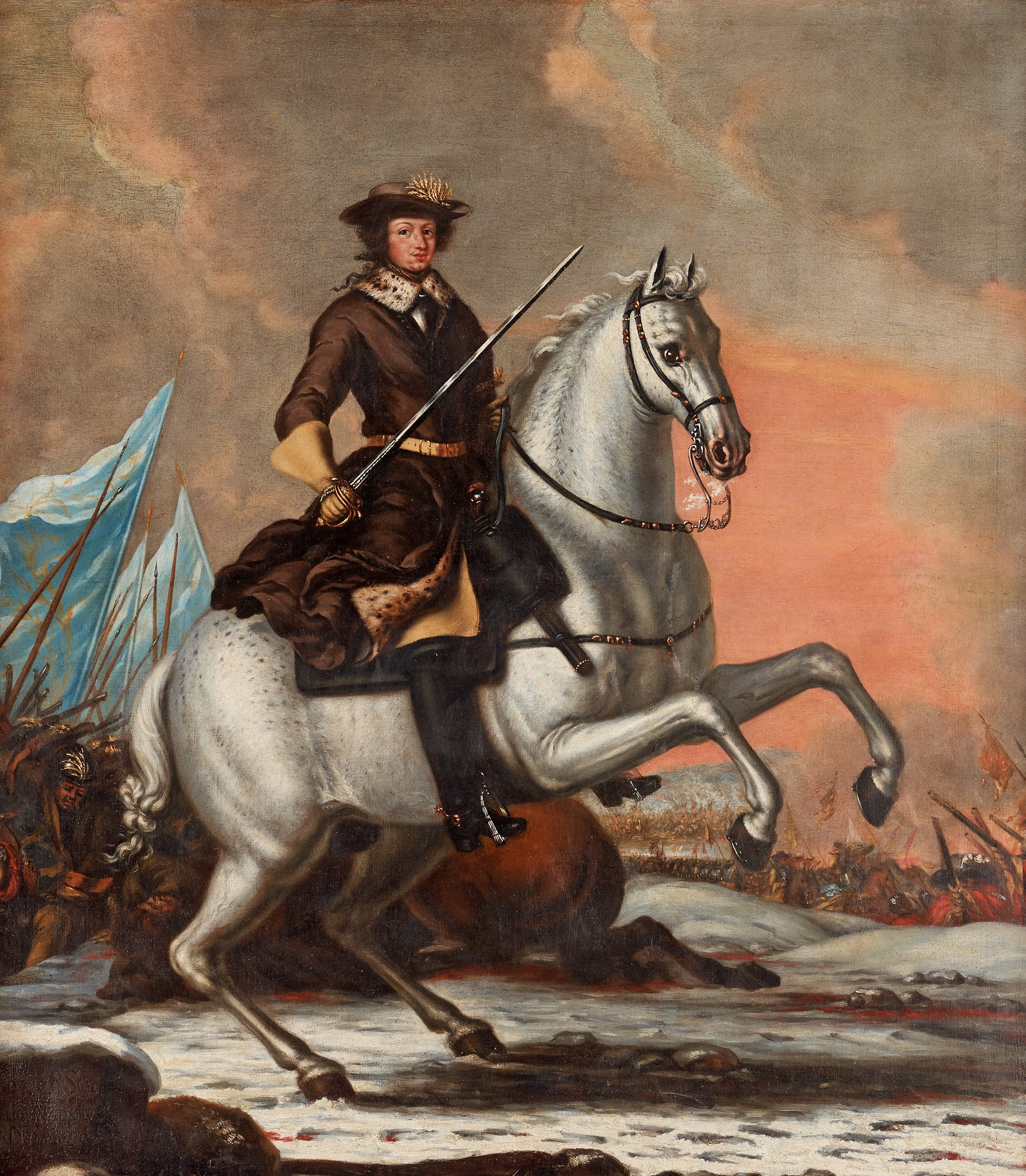
Carlos XI de Suecia

La última plaza en poder brandeburgués que fue devuelta a Suecia fue Stettin, en diciembre de 1679. Dinamarca, que durante la guerra de Escania había ocupado Rügen, concluyó un tratado separado con Suecia, el de Lund del 26 de septiembre de 1679; en él, Dinamarca se comprometió a devolver la isla a Suecia antes del 20 de octubre.
También en 1679, Brandeburgo firmó una alianza secreta con Francia: esta prometió respetar la soberanía brandeburguesa durante diez años y pagar un subsidio anual de cien mil libras a cambio de que sus tropas tuviesen paso franco por el territorio del elector. Este suscribió la alianza en parte debido a la decepción que tenía con el emperador habsburgo, que había aprobado el tratado que le había privado de Pomerania y se oponía al surgimiento de un Brandenburgo fuerte. Aunque Federico Guillermo era consciente del expansionismo francés, consideraba que la pasividad imperial hacía menester contar con la protección del rey de Francia para garantizar la defensa de sus territorios. Esto no impidió, empero, que emprendiese secretamente la formación de nuevas ligas antifrancesas en 1685.